# Теорія держави і права

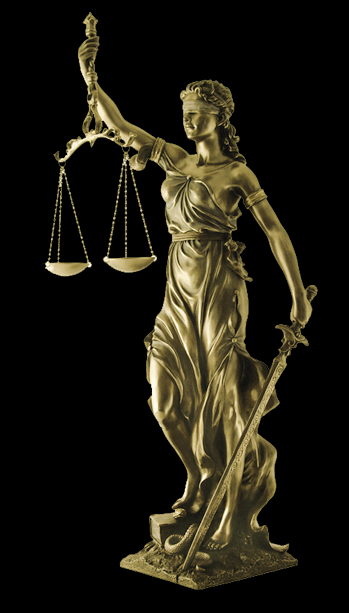
Юстиція — в давньоримській міфології богиня правосуддя. Була алегоричним уособленням моральних сил в юридичній системі.

Теорія держави і права — фундаментальна наука та навчальна дисципліна, що вивчає державу та право як явища суспільного життя, основні закономірності їхнього виникнення та розвитку, їхню сутність, призначення і функціонування в суспільстві, а також особливості політичної та правової свідомості та правового регулювання.
Теорія держави та права — це наука, яка вивчає найбільш загальні закономірності виникнення, розвитку та функціонування держави та права.

## Основні ознаки теорії держави і права
1. Вивчає державу і право у теоретико-узагальненому вигляді. Свідченням тому є категорії — загальні поняття: сутність держави, форма держави, тип держави тощо.
2. Осягає не усе, а основні та загальні закономірності виникнення, розвитку, функціонування держави і права. Їх можна назвати фундаментальними закономірностями, тому що вони однаково властиві різноманітним державам і їх правовим системам.
3. Ґрунтується на єдності та діалектичному взаємозв'язку держави і права. Неможливо пізнати право, досліджуючи їх ізольовано або протиставляючи одне одному.

Теорія держави і права є суспільною (визначає такі суспільні явища, як держава і право), юридичною (вивчає лише державну і правову сторони громадського життя) та загальною (виявляє та пояснює загальні та основні закономірності розвитку держави) наукою.

## Предмет теорії держави і права
Предметом теорії держави і права є загальні закономірності зародження, виникнення, функціонування та вдосконалення держави і права.
Оскільки теорія держави і права характеризується як самостійна юридична наука, то її предмету властиві певні особливості, що визначають його своєрідність.
- Оскільки держава і право функціонують в рамках суспільства і взаємодіють з ним, а суспільство розвивається за певними законами та закономірностями, то предметом теорії є вивчення тих закономірностей суспільного розвитку, що безпосередньо впливають на державу та право.
- Теорія вивчає закономірності, що мають об'єктивний характер. Вони визначаються впродовж тривалого періоду розвитку державності і залежать від рівня розвитку суспільних відносин.
- Закономірності, що вивчаються теорією, мають загальний характер. Вони характеризують державу і право як логічно завершені явища, не враховуючи історичних та національних особливостей певної держави.
- Оскільки основу будь-якого суспільства складають економічні відносини, то предметом теорії є визначення взаємодії державно-правових інститутів та економічних відносин.
- Окрім держави існує система органів та організацій, що беруть участь у розробці, прийнятті та реалізації політичних рішень. Ці організації складають поняття політичної системи. І предметом теорії є визначення взаємодії держави та інших елементів політичної системи в процесі реалізації владних повноважень.
- Оскільки держава і право регламентують суспільні відносини як самостійно так і в процесі взаємодії між собою, то закономірності, що вивчаються теорією, можуть бути притаманні як державі і праву одночасно, так і окремо кожній з цих категорій.
- Регулююча функція держави і права визначає необхідність упорядкування відносин між людьми. Тому предметом теорії держави і права є визначення ступеню впливу державно-правових інститутів на особистість. Саме теорія вивчає такі категорії як закон, законність, правовідносини, громадянство, правосвідомість, правова культура, правомірна поведінка, правопорушення, юридична відповідальність.
- Оскільки держава і право є динамічними явищами, що постійно розвиваються, то теорія вивчає закономірності та перспективи їх розвитку (правова держава, громадянське суспільство).

Отже, теорія держави і права є суспільною юридичною наукою і належить до загальнотеоретичних юридичних наук.

## Функції теорії держави і права
Функції теорії держави і права — це основні напрямки її впливу на соціальні явища, насамперед право й державу, на суспільні відносини, формування і розвиток особи.
- Політичний напрям дослідження і вивчення — це розробка принципів перетворення держави та права, їх установ і інститутів на основі пізнання об'єктивних закономірностей суспільного розвитку, а також пізнання перспективних шляхів розвитку держави та права, державного апарату, національної правової системи та законодавства.
- Ідеологічна функція полягає у напрямах світоглядного призначення науки, у діалектико-матеріалістичному тлумаченні державно-правових явищ.
- Методологічна функція є напрямом дослідження і вивчення державно-правових явищ і базується на тому загальному положенні, що метод — це теорія, яка звернена до практики дослідження.
- Інтерпретаційна функція є напрямок пізнання державно-правової дійсності шляхом з'ясування їх змісту для себе і роз'яснення для інших.
- Евристична — напрямок відкриття нових закономірностей, що виникають в процесі розвитку предмета дослідження, наприклад, держави та права.
- Прогностична — визначає тенденції розвитку явищ, які вивчаються згідно з об'єктивними законами їхнього розвитку.
- Онтологічна (констатуюча) функція — це напрямок пізнання державно-правових явищ, їх окремих інститутів, установ такими як вони є.
- Системоутворююча функція — напрям, що підкреслює важливість ролі і значення теорії держави і права в системі юридичних наук, характеризує побудову теорії держави і прав як певної системи знань.
- Практично-організаторська функція — це напрям пізнання, що орієнтує правоохоронні органи і інших суб'єктів юридичної діяльності про сучасні теоретичні знання в сфері правознавства і має безпосередній вихід на практику
- Інформаційна функція — напрям пізнання, що інформує суб'єктів інформаційних відносин про явища державно-правової дійсності в певній країні і у світі.
- Комунікативна функція — напрям дослідження і вивчення, що вирішує питання передачі нових знань із сфери загальнотеоретичних наук юридичним і навпаки та ін. Використання комплексу біосоціальних знань про людину (евтаназії, клонування, пересадка органів тощо) та нормативне урегулювання суспільних відносин у цій сфері.

## Методологія теорії держави і права
Методологія теорії держави і права — це система принципів, підходів і методів наукового дослідження свого предмета, теоретичні засади їх використання при вивченні державноправових явищ.
На відміну від предмета дослідження, який дає відповідь на питання, які саме проблеми вивчає та чи інша наука, метод розкриває, як саме, за допомогою яких прийомів, методів і на основі яких принципів відбувається це вивчення.

### Філософські методи
Філософські методи — засоби, до яких належать закони і категорії матеріалістичної діалектики, які і виступають методологічною основою пізнання загальних закономірностей виникнення, розвитку та сучасного функціонування державно-правових явищ.
До законів діалектики належать:
- Закон боротьби протилежностей — це спосіб дослідження закономірностей виникнення та розвитку державно-правових явищ через аналіз протилежностей. Наприклад, аналіз правомірної поведінки і правопорушення в межах правової поведінки.
- Закон накопичення певної кількості і перехід до нової якості — це спосіб дослідження державно-правових явищ, що дає змогу проаналізувати певну кількість знань про державу та право, й на основі цього аналізу зробити нові висновки та надати рекомендації.
- Закон заперечення  — це спосіб дослідження держави та права, що передбачає формулювання нових знань на підставі заперечення попередніх та існуючих.

### Загальнонаукові методи
Загальнонаукові методи — система методів, властивих юридичній науці.
До них належать:
- Загальносоціологічний метод — це засіб, що характеризується при вивченні і дослідженні предмета застосуванням методів матеріалістичної діалектики.
- Конкретносоціологічний метод — спрямований на дослідження та вивчення причин і обставин впливу права і держави на соціальні явища.
- Статистичний метод — застосовується при дослідженні і вивченні кількісних аспектів змін в державно-правовому житті і обробляє результати для наукових і практичних досліджень.
- Формально-логічний метод — засіб дослідження і вивчення державно-правових явищ за допомогою основних законів формальної логіки.
- Метод аналізу — за допомогою якого досліджуються і вивчаються юридичні особливості державно-правових явищ, їх класифікація, а також взаємозв'язок їх з іншими явищами суспільного життя.
- Історичний метод — спосіб дослідження і вивчення державно-правових явищ в їх історичному розвитку.
- Системно-функціональний метод — досліджує і вивчає державу і право за допомогою системно-функціонального підходу.
- Кількісного і якісного аналізу досліджує і вивчає кількість державно-правових явищ, що дозволяє конкретизувати властивості їх якості.
- Порівняльний метод — дає можливість досліджувати і вивчати державно-правові явища, порівнюючи і визначаючи їх тотожність чи різність та інше.

### Спеціально-наукові методи
Спеціально наукові методи — система засобів, прийомів та способів, властивих саме теорії держави та права. За їх допомогою досліджуються і вивчаються закономірності виникнення та розвитку державно-правових явищ.
До них належать:
- Юридичний метод, де використовуються правила пізнання держави і права за допомогою юридичних засобів (аналіз структури права, тлумачення юридичних норм).
- Методи юридичної статистики — використання великих чисел державно-правових явищ та формування певних рекомендацій на цій основі.
- Методи юридичної логіки.
- Інші методи юридичної науки.

### Індивідуально-наукові методи
Індивідуально-наукові відносять наступні методи.
Інтуїтивні — це методи прогнозування як науковий інструмент вирішення складних неформалізованих проблем дають змогу отримати прогнозну оцінку стану розвитку об'єкта в майбутньому незалежно від інформаційної забезпеченості. Їхня сутність — побудова раціональної процедури інтуїтивно-логічного мислення людини в поєднанні з кількісними методами оцінки й обробки отриманих результатів. При цьому узагальнена думка експертів приймається як вирішення проблеми.
Інтуїтивні методи прогнозування застосовуються в таких випадках:
- об'єкт, економічне явище не піддаються математичному опису, формалізації;
- статистична вибірка нерепрезентативна;
- недостатньо необхідних засобів та ресурсів для проведення формалізованих досліджень;
- виникли екстремальні ситуації, які вимагають прийняття швидких рішень.

За допомогою застосування методів експертних оцінок зазвичай вирішують задачі:
- складання переліку можливих подій у різних галузях за певний проміжок часу;
- визначення найбільш імовірних інтервалів часу здійснення багатьох подій;
- визначення цілей і завдань управління з упорядкуванням їх за ступенем важливості;
- розробка альтернативних варіантів вирішення завдання з оцінкою їхньої переваги;
- альтернативний розподіл ресурсів для вирішення завдань з ранжируванням їхньої черговості;
- альтернативні варіанти прийняття рішень у певній ситуації з оцінкою їхньої переваги.

Емпіричні — це методи спостереження і дослідження конкретних явищ, експеримент, а також узагальнення, класифікація та опис результатів дослідження і експерименту, впровадження їх у практичну діяльність людей.
Емпіричні дослідження використовуються для відповіді на емпіричні питання, які повинні бути точно визначені згідно з даними. Зазвичай, дослідник має певні теорії на тему, з якої ведеться дослідження. На основі цієї теорії пропонуються певні припущення або гіпотези. З цих гіпотез робляться прогнозування конкретних подій. Ці прогнозування можуть бути перевірені відповідними експериментами. Залежно від результатів експерименту, теорії, на яких гіпотези та прогнози були засновані, будуть підтверджуватися чи спростовуватися.
Емпіричний цикл складається з наступних кроків:
1. Спостереження (англ. Observation) — збір та групування емпіричних фактів, формування гіпотези.
2. Індукція (англ. Induction) — розробка гіпотез.
3. Дедукція (англ. Deduction) — виведення послідовності гіпотез, які перевіряються прогнозуванням.
4. Перевірка (англ. Testing) — перевірка гіпотези з нового емпіричного матеріалу.
5. Оцінка (англ. Evaluation) — оцінка результатів перевірки.

Прогностичний — це сукупність способів і прийомів мислення, що дозволяють на основі аналізу ретроспективних, екзогенних (зовнішніх) і ендогенних (внутрішніх) даних, а також їх змін у розглянутому періоді часу вивести судження певної достовірності відносно майбутнього розвитку об'єкта.
Методи прогнозування класифікуються за наступними ознаками:
- ступінь формалізації;
- загальний принцип дії методів прогнозування;
- спосіб одержання прогнозної інформації.

У більшості класифікаційних схем методи прогнозування розділяються на три основні класи: екстраполяції, експертних оцінок, моделювання.
Ретроспективний — дає змогу відштовхнутись від сьогодення і поступово зануритись у архівну минувшину, виділяючи при цьому найхарактерніші риси і тенденції для кожного етапу, а також закономірності розвитку думки.
Інтроспекційний (лат. introspecto — дивлюся всередину) — метод  дослідження, що полягає в спостереженні дослідника за власними почуттями, думками тобто самоспостереження.
Інтроспекція — метод поглибленого дослідження і пізнання людиною моментів власної активності: окремих думок, образів, почуттів, переживань, актів мислення тощо.

## Формування загальної теорії держави і права як самостійної науки

### Наукові дисципліни— попередниці
Початок розвитку теоретичних уявлень про державу і право був покладений у роботах мислителів країн Стародавнього Сходу, Греції й особливо Риму. Вчення класиків римської юриспруденції (Гай, Модестін, Павл, Папініан, Ульпіан та ін.) сприймалося на рівні закону.

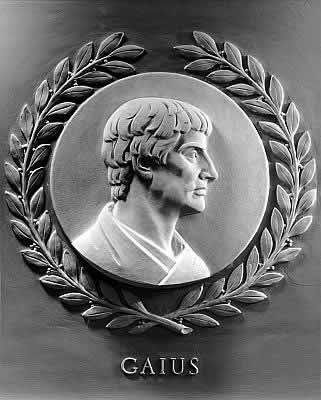
Гай

Теоретичні категорії про державу і право епохи Середньовіччя, хоч і забарвлені в релігійні тони, проте не застигли у своєму розвитку, про що свідчать концепції про елементи державної влади й види законів, запропоновані Хомою Аквінським.
Епоха Відродження зумовила виникнення нових підходів до пояснення проблем держави і права, що знайшли відображення в роботах прихильників теорії природного права в XVII—XVIII століттях, які концептуально обґрунтували першість права перед державою (І. Кант), право людини на «життя, свободу і прагнення до щастя» (Т. Джеферсон), відповідність законів природному праву і суспільному договору (Я. Козельський).
Система юридичних наук складалася поступово, відповідно до потреб практики. Спочатку з'явилися галузеві науки. Чим більше поглиблювалася диференціація юридичного знання, тим більшою була потреба у зустрічному процесі — об'єднанні знань.
У Західній Європі та на теренах Російської імперії теорія держави і права склалася в XVIII—XIX століттях на підґрунті таких наук і навчальних дисциплін, як енциклопедія права, філософія права.
«Енциклопедія права» як навчальна дисципліна виникла ще в XVII ст. Насправді енциклопедія права являє собою короткий огляд основних юридичних понять, їх науковий коментар і не містить системного аналізу всієї сукупності юридичних наук: теоретико — історичних, галузевих і спеціальних. Одним з перших підручників була «Універсальна енциклопедія права» Г. Гунніуса, видана в 1675 р. Широко відомі також роботи з енциклопедії права К. Неволіна, Е. Трубецького, Г. Чичеріна та інших (XIX — початок XX ст.).
Наприкінці XVIII — на початку XIX ст. енциклопедія права викладається практично в усіх юридичних вищих закладах Європи й претендує на статус самостійної науки. У той час її нерідко називали «наукою наук» і вважали необхідним вступом до вивчення галузевих юридичних дисциплін.
Спочатку енциклопедія права не мала чітко окресленого предмета та єдиної стрункої системи. Вона містила перелік і огляд усіх юридичних наук як початкових відомостей про право, різні його галузі та методи вивчення. Поступово ця наука почала тлумачитися як загальне вчення про право, котре охоплювало весь зміст правознавства в єдності й системі, у його основних і загальних засадах. Такий підхід виходив за рамки звичайного розуміння енциклопедії як конспективного викладу окремих правових наук. Наука й навчальний курс одержали назву «теорія держави і права».
Попередницею загальної теорії держави і права була також «філософія права», яка ґрунтувалася на теорії природного права. Першими авторами, що ввели термін «філософія права» у науковий обіг, були Гуґо (1798), Ґеґель (1820), Остин (1832). Певний поштовх до оформлення філософії права як внутрішньо узгодженої єдиної узагальнюючої науки про право був даний Ф. Шеллінгом (1803).
На філософію права вплинула одна важлива обставина — це історичні відмінності між філософією права і юридичними науками. Юристи займалися систематизуванням і тлумаченням норм права, а філософія права розроблялася вченими, які переважно непричетні до правознавства. Юристи вивчали право в його фактичному стані, не задаючись думкою про те, яким воно є чи має бути, а філософи створювали ідеальне право, не знаючи, що таке право в реальному житті і як застосовуються його норми.
Очевидна недостатність філософії права, яка виходила з умоглядних суджень і нехтувала конкретним юридичним матеріалом, та еклектичної енциклопедії права, що не знала меж через невизначеність предмета дослідження, обумовила появу нової дисципліни — теорії права, яка поступово складається на їх основі в другій половині ХІХ ст.
Важливу роль у становленні теорії держави і права відіграла «аналітична юриспруденція» — система наукового вивчення діючого права з метою його всебічного теоретичного осмислення й ефективного практичного використання. Розвивається по двох напрямках, один з яких досліджує певні правові інститути і явища, юридичні поняття й категорії, а інший стосується наукової розробки спеціально-юридичної теорії права — загальних положень про правовідносини, закони, юридичні факти і т. д. У рамках першого напрямку правові явища й категорії — правові системи, законодавство, юридичні норми, права й обов'язки суб'єктів, юридична відповідальність тощо — досліджуються й систематизуються з погляду властивих їм логічних зв'язків, юридичних рис і співвідношень. Подібний аналіз здійснюється шляхом вивчення джерел права, пророблення текстів законів та інших нормативно-правових актів, судової практики, складних юридичних справ. Поява другого напрямку прийнято зпов'язувати з іменем англійського юриста, засновника школи аналітичного правознавства Дж. Остіна. У своїй роботі «Читання по юриспруденції» (1832) він уперше спробував сформулювати ряд абстрактних положень, характерних для права взагалі.

## Походження назви
Термін «теорія права» замість «філософії права» був введений А. Меркелем у 70-х роках XIX ст., не в значенні ідеальних першооснов права (такий підхід властивий теорії природного права, що була покладена до основи філософії права), а в значенні чинної системи правових норм. У такий спосіб на основі енциклопедії права й філософії права поступово сформувалася загальна теорія права, яка охоплює як філософське осмислення правової дійсності, так і найзагальніші уявлення про систему юридичних наук.
«Теорія права» є німецьким поняттям, уживаним у континентально-європейському правовому регіоні. Воно введено в значенні чинної системи правових норм, а не ідеальних першооснов права — останні слугували фундаментом філософії права. Поняття «теорія права» не притаманне англо-американській правовій думці, яка оперує поняттям «юриспруденція».
Теорія держави і права поєднала загальне вчення про право з вченням про державу. Однією з таких праць у Росії є курс лекцій з теорії держави і права Г. Коркунова (1908). Певний внесок у розвиток теорії держави і права вніс український і російський вчений Б. Кистяківський («Очерки по методологии социальных наук и общей теории права» — 1916).
На початку XX ст. до назви предмета стали додавати слово «загальна», щоб підкреслити відмінність її від загальної частини інших наук: державного, конституційного, адміністративного, кримінального права та ін. У вивченні «загальної юриспруденції» (теорії права) відбувся перехід від порівняльного аналізу змісту правових норм і понять до дослідження структури, функцій правових норм і правових систем.

## Концептуальні напрями
Особливо стрімкого розвитку «теорія права» набула в XX ст., склалися різні типи праворозуміння.
Прихильники «позитивістської теорії» права ХІХ — початку XX ст. (так званої аналітичної юриспруденції: П. Лабанд, К. Бергбом — Німеччина; Д. Остін — Англія) зосередилися на аналізі чинного права, на конкретних приписах й формах, дали узагальнення правового матеріалу, отриманого окремими галузями права (кримінального, цивільного, кримінально — процесуального); виробили ряд понять (об'єктивне право, суб'єктивні права, застосування права та ін.).
Право, згідно з «нормативістським розумінням», є сукупністю загальнообов'язкових правил поведінки, встановлених або санкціонованих державою й забезпечених у разі необхідності примусом. Родоначальником нормативістської школи був австрійський юрист Ганс Кельзен (1881—1973). Найвідоміша його робота називається «Чиста теорія права». Кельзен був переконаний, що юридична наука покликана займатися не соціальними або моральними передумовами права, а специфічно юридичним (нормативним) змістом. Разом з Л. Дюгі заснували «Міжнародний журнал теорії права». Тематика публікацій була орієнтована на розробку загальних проблем для різноманітних правових систем: природа права, співвідношення держави і права, права і суспільства, фундаментальні поняття і методи теорії права. Теорія держави і права стала фундаментальною юридичною наукою. Представниками нормативізму були також У. Блекстон (1723—1790) та І. Бентам, Дж. Остін (1790—1859) в Англії, у Німеччині — К. Бергбом («Юриспруденція і філософія права» (1892)), в Італії — Н. Боббіо.
Концепції «природного права» досить різноманітні, але всіх їх об'єднує погляд на право не як на акт державної волі, що передбачає законний примус у разі непокори, а як втілення справедливості і розуму. Прихильниками природної концепції у XX ст. були Гюстав Радбрух, Дж. Дель Веккіо, Лої Фуллер. Сучасні природно-правові теорії, спираючись на класичні вчення XVII—XVIII ст., визнають існування поряд з позитивним правом ідеального порядку відносин між людьми. Цей вищий нормативний порядок і називають природним правом. Згідно з такими поглядами, закони держави є дійсними та легітимними лише в тому випадку, якщо вони відповідають ідеальному праву.

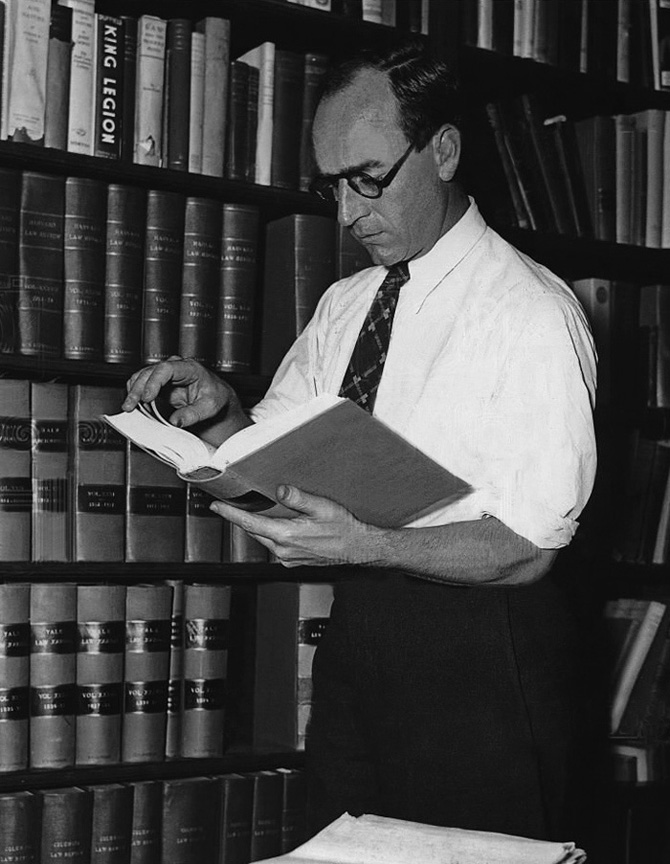
Карл Ллевеллін

Поступово стала формуватися соціологічна юриспруденція. Її представники намагаються відмовитися від ціннісного підходу до права, уникати моральних оцінок, приймати право таким, яке воно є. Однак на відміну від юридичного позитивізму, що дає першорядне значення нормі права, то соціологічна школа — практиці, реальному дії права. Прихильники цього підходу (найбільш відомі серед них — Є. Ерліх, Р. Паунд, Ж. Гурвіч, Б. Кордозо, К. Левеллін, Дж. Френк) підтримували його різні напрямки: солідаризм, вільне право, правовий реалізм, біхейвіоризм. Проте усі вони вважають, що не слід змішувати правову можливість з правовою дійсністю, підкреслюють контраст між правом у формулюваннях традиційних юридичних джерел і правом у реальності.
Л. Петражицький (1867—1931) був одним з найвидатніших теоретиків права. Він став творцем оригінальної «психологічної теорії» права, ідеї якої отримали визнання не тільки на юридичному факультеті Санкт-Петербурзького університету, де вчений довгі роки викладав, але і за кордоном, продовжуючи і сьогодні чинити вплив на світову юриспруденцію. Право визначається і досліджується Петражицький як явище нашої індивідуальної психіки. Воно розглядається виключно як прояв правосвідомості, на котру впливають різні чинники, у тому числі законодавство. Як результат цього впливу право є сукупністю певних суб'єктивних переживань і емоцій, що є відображенням реального життя.
У 60-ті роки XX ст. почалося відродження теорії держави і права на базі розвитку нових галузей — інформатики, кібернетики, деонтичної логіки, соціології права та ін. Нині теорія держави і права є міждисциплінарною наукою. Вона використовує досягнення як галузевих юридичних наук, так й інших суспільних наук. При цьому виконує інтегруючу функцію: по-перше, забезпечує взаємодію різноманітних наук у дослідженні права; по-друге, об'єднує результати їх досліджень з елементами філософії права.
У СРСР вона трактувалася як марксистсько — ленінська наука. Уже в першому офіційному радянському підручнику проблеми держави і права розглядалися з матеріалістично — класових позицій. У 20 — ті роки XX ст. з'являються цікаві роботи з теорії держави і права Є. Пашуканіса, І. Разумовського, М. Рейснера, П. Стучки, що не втратили актуальності й по сьогодні. Проте в 30-ті роки того ж століття ці оригінальні концепції кваліфікуються як ідеологічно хибні та категорично заперечуються.Також свій вклад у розвиток понятійного апарату теорії держави і права внесли такі вчені — в Україні: М. І. Козюбра, В. В. Копєйчиков, Є. В. Назаренко, П. Є. Недбайло, М. Ф. Орзіх, П. М. Рабінович, О. В. Сурілов, М. В. Цвік та ін.; у Росії: М. Г. Александров, С. С. Алексєєв, А. М. Васильєв, А. І. Денисов, В. П. Казимірчук, М. С. Строгович, Р. О. Халфіна, А. Ф. Шебанов та ін.
Із здобуттям Україною незалежності загальна теорія держави і права переживає часи відродження, активно розвивається. Формується сучасна вітчизняна школа теоретиків держави і права. В системі НАН України функціонує спеціалізована наукова установа — Інститут держави і права ім. В. М. Корецького, питаннями наукових досліджень в галузі держави і права опікується галузева державна академія — Академія правових наук України.